# Secretario de la Armada de los Estados Unidos
El secretario de la Armada de los Estados Unidos (en inglés: United States Secretary of the Navy, SECNAV) es un cargo político ocupado por un civil como cabeza del Departamento de la Armada de los Estados Unidos. El actual secretario es Carlos del Toro, elegido el 7 de agosto de 2021.
El cargo formó parte del gabinete del presidente hasta 1947, cuando la Armada, el Ejército y la recientemente creada Fuerza Aérea fueron reorganizados en el Departamento de Defensa y el secretario de la Armada pasó a depender del secretario de Defensa. Este cargo es propuesto por el Gobierno federal y requiere para su elección ganar por mayoría una votación en el Senado.